# Куйбышево (Бахчисарайский район)

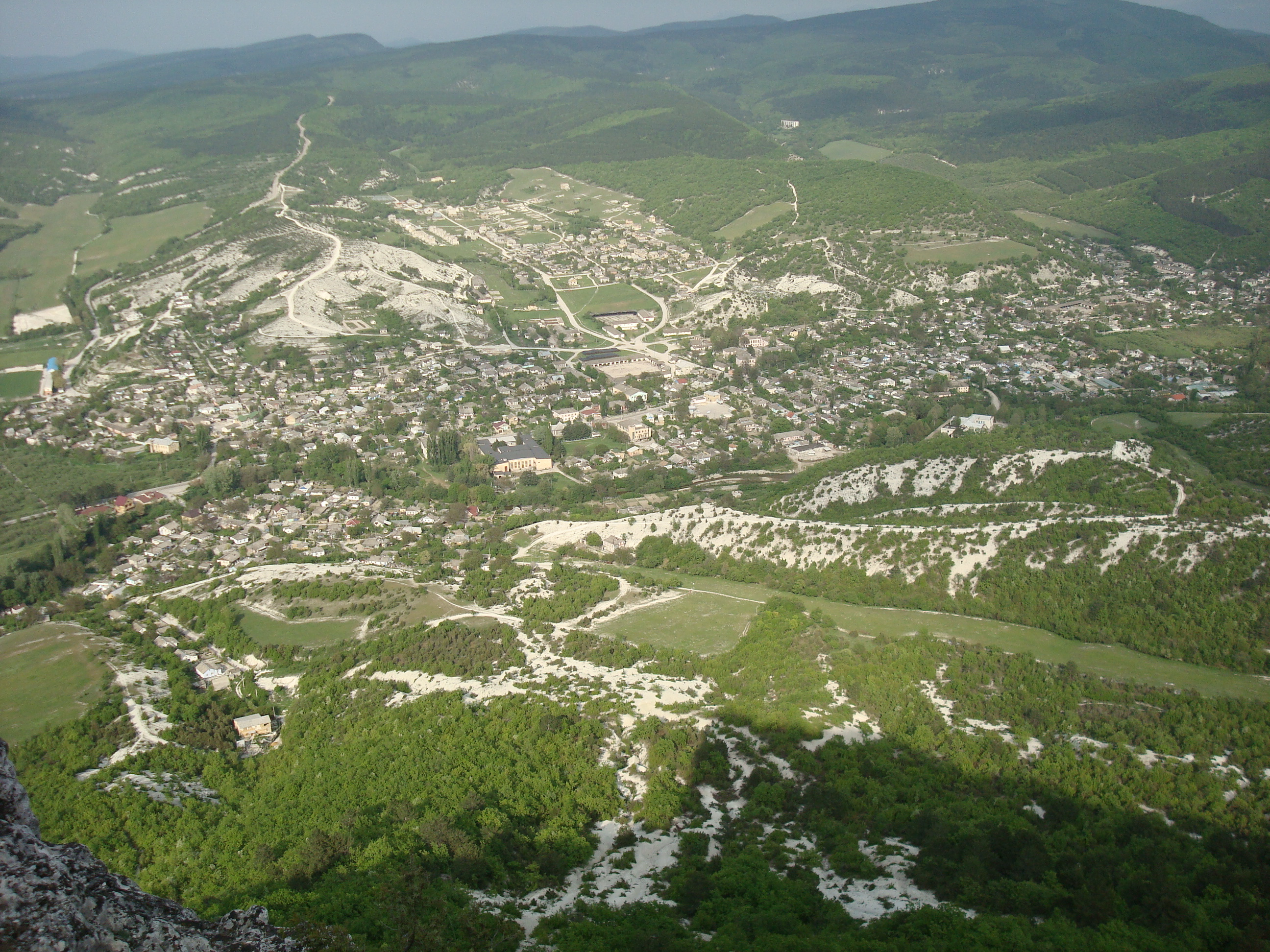
Вид на Куйбышево с горы Бурун-Кая (Утюг)

Ку́йбышево (укр. Куйбишеве, до 1945 и с 2023 года согласно позиции Украины — Алба́т; укр. Албат, крымскотат. Albat, Албат) — посёлок городского типа / посёлок в Бахчисарайском районе Крыма, центр Куйбышевского сельского поселения (Куйбышевского поссовета) (согласно административно-территориальному делению Украины — Куйбышевского поселкового совета Бахчисарайского района Автономной Республики Крым).
Посёлок расположен на берегах реки Бельбек в юго-западном Крыму, в 22 км от райцентра, в 11 км от железнодорожной станции Сирень и в 50 км от г. Симферополя.
Посёлок связан автобусным сообщением с республиканским и районным центром и с Севастополем.

## Население
| 1939  | 1959  | 1970  | 1979  | 1989  | 2001  |
| ----- | ----- | ----- | ----- | ----- | ----- |
| 1273  | ↗1744 | ↗2148 | ↗2345 | ↗2758 | ↘2435 |
| 2009  | 2010  | 2011  | 2012  | 2013  | 2014  |
| ↘2358 | ↗2371 | ↘2368 | ↗2391 | ↗2407 | ↗2520 |

Население — 2,6 тысячи человек, из которых 48 % — русские, 30 % — украинцы, 19,5 % — крымские татары и др.

## История
По выводам историка Веймарна, скифо-сарматское поселение на месте Албата существовало уже в V веке. Селение Албат упоминается в реестрах населённых пунктов Мангупского кадылыка Османской империи за 1520 и 1542 годы.. По Османским налоговым ведомостям за 1542 год виноградарство давало 7 % налоговых поступлений селения. После обретения ханством независимости по Кючук-Кайнарджийскому мирному договору 1774 года «повелительным актом» Шагин-Гирея 1775 года селение было включено в Крымское ханство в состав Бакчи-сарайского каймаканства Мангупскаго кадылыка, что зафиксировано, как Албат, Другой Албат и Третий Албат — приходы-маале большой деревни, и в Камеральном Описании Крыма… 1784 года. В июле 1778 года русским правительством проводилось переселение в Приазовье крымских христиан, в основном это были греки (румеи и урумы) и армяне. По «Ведомости о выведенных из Крыма в Приазовье христианах» А. В. Суворова от 18 сентября 1778 года из деревни Албат выселено 113 греков (19 семей); по ведомости митрополита Игнатия выведено 15 семей. По Ведомости барона О. А. Игельстрома от 14 декабря 1783 года в Албате после выхода христиан остались 19 пустых домов. Согласно «Ведомости… какие христианские деревни и полных дворов. И как в оных… какие церкви служащие, или разорённые. …какое число священников было…» от 14 декабря 1783 года в селе Албат числилось 15 греческих дворов. В Государственном архиве АР Крым хранится ведомость № 18 с описью оставленного выселенными из Албата христианами имущества, в которой числится 19 хозяев 31-го жилища. Некие Константин, Яшар, Карачук, Савва, Юрий, Афанда, Жан-Темир, Панаиот и Чолпан имели по два дома, Никола — 3. Также показаны 16 кладовых, 2 части леса, 12 садов, 6 сенокосных участков (в том числе 2 луга площадью 4,905 гектара), 27 участков пашни, площадью 50,989 гектаров (в среднем на одну семью приходилось 2,709 гектара пашни), и особо было отмечено одно льняное поле в 2,04 гектара. Крупнейшие хозяева: Яшар (2 дома, кладовая, фруктовый сад у дома, 5 участков пашни площадью 11,34 га), Никола (дом, сад, 3 участка пашни — 5,723 га) и Серафим (дом, две пашни в 5,415 га); наиболее бедным греком Албата был Тодур (дом, сад и пашня 0,818 га). Жители селения выращивали, в основном, зерновые культуры, также было развито садоводство и скотоводство. В свою очередь, в ведомости «при бывшем Шагин Герее хане сочиненная на татарском языке о вышедших християн из разных деревень и об оставшихся их имениях в точном ведении его Шагин Герея» и переведённой 1785 году, содержится список 20 жителей-домовладельцев деревни Албат, с подробным перечнем имущества и земельных владений. У 10 жителей числилось по 2 дома, один хозяин имел 3 дома, 1 дом был разорён, почти у всех имелись кладовые. Из земельных владений, в основном, сады и пашни, несколько лугов (у некоторых жителей земельных владений, по неизвестной причине, не записано). Содержится приписка, что «Сия деревня отдана во обработивание секретарю Белухе за отделением в тон же деревне во владение г-ну надворному советнику и ковалеру Мавроену на петнадцать дворов земли». Выходцами из Албата, совместно с бывшими жителями Керменчика, Биясала и Шурю, основано в 1779 году село Керменчик (ныне Старомлиновка Донецкой области Украины).
После присоединения Крыма к России (8) 19 апреля 1783 года, (8) 19 февраля 1784 года, именным указом Екатерины II сенату, на территории бывшего Крымского Ханства была образована Таврическая область и Биюк-Сюрень была приписана к Симферопольскому уезду. После Павловских реформ, с 12 декабря 1796 года по 1802 год, входила в Акмечетский уезд Новороссийской губернии. По новому административному делению, после создания 8 (20) октября 1802 года Таврической губернии, Албат был включён в состав Махульдурской волости Симферопольского уезда.

По Ведомости о всех селениях в Симферопольском уезде состоящих с показанием в которой волости сколько числом дворов и душ… от 9 октября 1805 года, в деревне числилось 30 дворов и 227 жителей, исключительно крымских татар. На военно-топографической карте генерал-майора Мухина 1817 года деревня обозначена с 21 двором. После реформы волостного деления 1829 года Албат, согласно «Ведомости о казённых волостях Таврической губернии 1829 года», отнесли к Узенбашской волости (переименованной из Махульдурской). Шарль Монтандон в своём «Путеводителе путешественника по Крыму, украшенный картами, планами, видами и виньетами…» 1833 года так описал селение 
В Албате 30 домов, построенных на довольно большом расстоянии один от другого. Жители заняты почти исключительно уходом за фруктовыми садами, что составляет единственную статью их доходов.
На карте 1836 года в деревне 199 дворов, как и на карте 1842 года.
После земской реформы Александра II 1860 года деревня относилась к Каралезской волости. В «Списке населённых мест Таврической губернии по состоянию на 1864 год» (по результатам VIII ревизии) Албат — общинная татарская деревня с 60 дворами, 329 жителями и 2 мечетями при реке Бельбеке. По обследованиям профессора А. Н. Козловского начала 1860-х годов, селение обеспечивалось водой из речки и многочисленных родников. В 1879 году владельцем имения Албат И. Г. Рогулей была сооружена церковь Покрова Богородицы (не сохранилась). Церковь привлекала внимание верующих и туристов резным кипарисным иконостасом и двумя иконами Богородицы (Достойно Есть) и св. Пантелеймона, созданными на горе Афон в Греции. Кроме того, почитался также перламутровый напрестольный крест с частицей древа Креста Господня, привезённый из Иерусалима. На 1886 год в деревне, согласно справочнику «Волости и важнѣйшія селенія Европейской Россіи», проживало 379 человек в 72 домохозяйствах, действовали 3 мечети. На 1914 год в селении действовала земская школа. По Статистическому справочнику Таврической губернии. Ч.II-я. Статистический очерк, выпуск шестой Симферопольский уезд, 1915 год, в деревне Албат Каралезской волости Симферопольского уезда числилось 105 дворов со смешанным населением в количестве 620 человек приписных жителей и 66 — «посторонних». В общем владении было 919 десятин удобной земли и 28 десятин неудобий, все дворы с землёй. В хозяйствах имелось 90 лошадей, 26 волов, 77 коров, 93 телят и жеребят и 720 голов мелкого скота.
В январе 1918 года в селе была установлена советская власть.

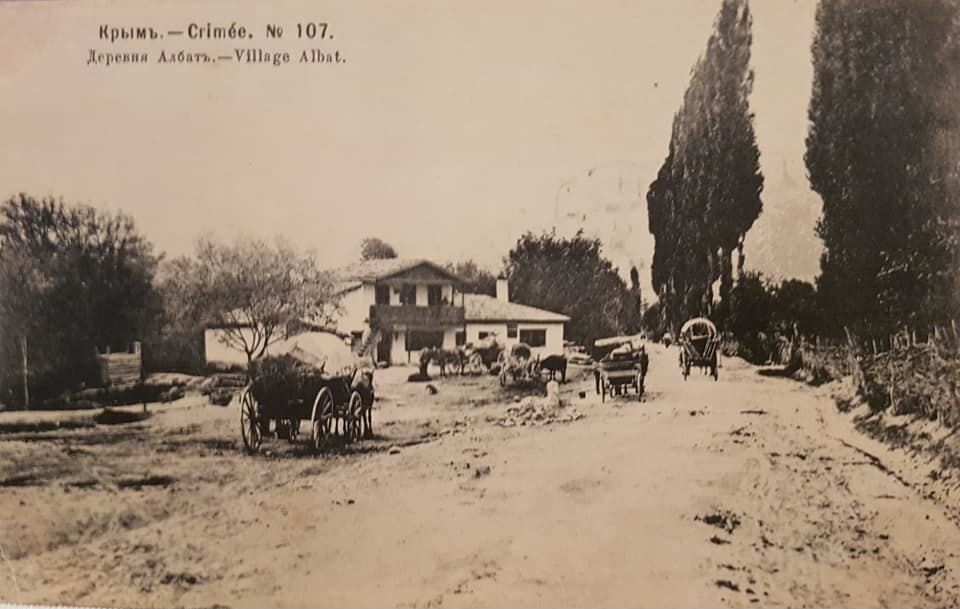
Деревня Албат, Крым, около 1900 года.
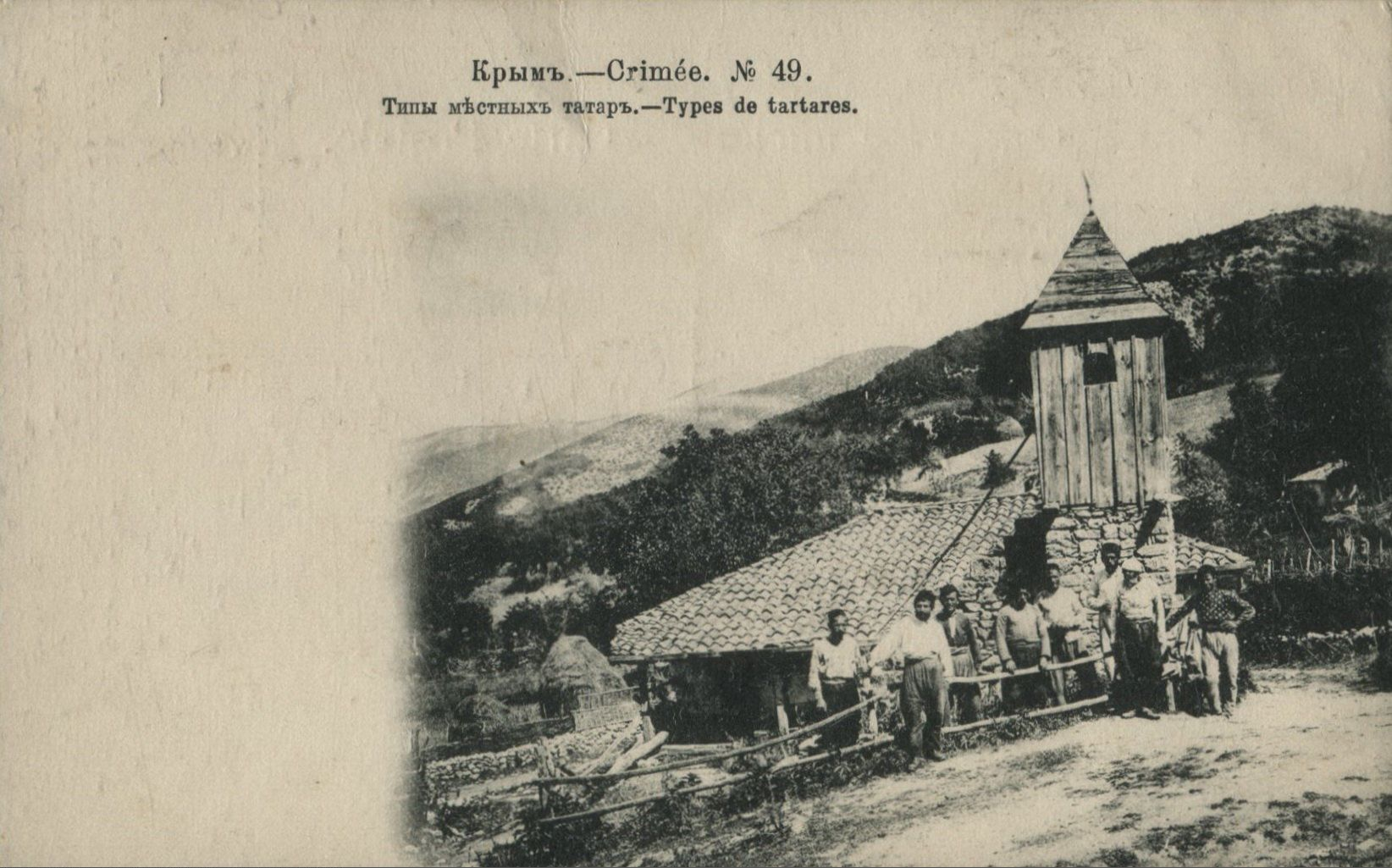
Мечеть в селе Албат, 1900 год.

В 1921 году была создана трудовая артель, в которую вошли 19 бедняков и 25 членов их семей.
Согласно Списку населённых пунктов Крымской АССР по Всесоюзной переписи 17 декабря 1926 года, в селе Албат, центре Албатского сельсовета Бахчисарайского района, имелось 175 дворов, из них 173 крестьянских, население составляло 728 человек (372 мужчины и 356 женщин). В национальном отношении учтено: 637 татар, 71 русский, 11 украинцев, 1 немец, 1 армянин, 7 записаны в графе «прочие», действовала татарская школа.
В 1929 году — организован колхоз, открыта больница и фельдшерский пункт. За свою историю колхоз имени Ильича дважды награждался дипломами первой степени ВДНХ.
В 1941—1944 годах село было оккупировано фашистами.
18 мая 1944 года вместе со всем крымскотатарским народом депортирована большая часть населения села, а само оно в следующем году переименовано в Куйбышево.
С 1960 года Куйбышево приобрело статус посёлка городского типа.
С 1930 до 1962 гг. Куйбышево (до 1945 — Албат) был центром Куйбышевского (с 1930 до 1935 гг. — Фотисальского) района.
12 мая 2016 года парламент Украины, не признающий аннексию Крыма Российской Федерацией, принял постановление о переименовании посёлка в Албат (укр. Албат), в соответствии с законами о декоммунизации, однако данное решение не вступает в силу до «возвращения Крыма под общую юрисдикцию Украины».

## Динамика численности населения
- 1805 год — 227 чел. (все крымские татары)
- 1864 год — 329 чел.
- 1887 год — 460 чел[48].
- 1897 год — 593 чел. (505 крымских татар, 86 православных)[49]
- 1915 год — 620/66 чел.[45][50]
- 1926 год — 727 чел. (637 крымских татар, 71 русский, 11 украинцев)
- 1939 год — 1278 чел.
- 1989 год — 2758 чел.
- 2001 год — 2581 чел. (48 % русских, 30 % украинцев, 19,5 % крымских татар)
- 2011 год — 2368 чел.

## Экономика
Основные предприятия посёлка: леспромхоз, промысловый участок, тракторный стан, консервный завод, заготовительная контора.

## Социальная сфера
В посёлке работают: средняя общеобразовательная школа, дом культуры, библиотека, музыкальная школа, изостудия, больница с аптекой, наркологическая клиника, спорткомплекс, телеграф, почта. В Кубышево есть действующие мечеть и православная церковь Покрова Богородицы. На территории посёлка установлены памятники лётчику Н. Хрусталёву, воинам, павшим в годы Великой Отечественной войны, В. Куйбышеву.

Культурный центр «Бельбек» в п. Куйбышево
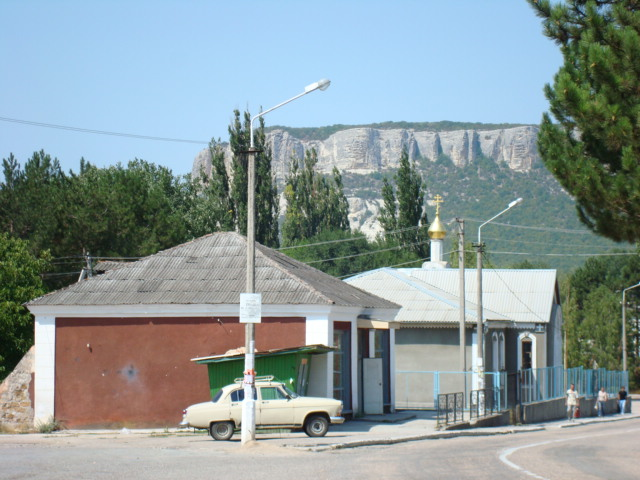
Центральная улица посёлка
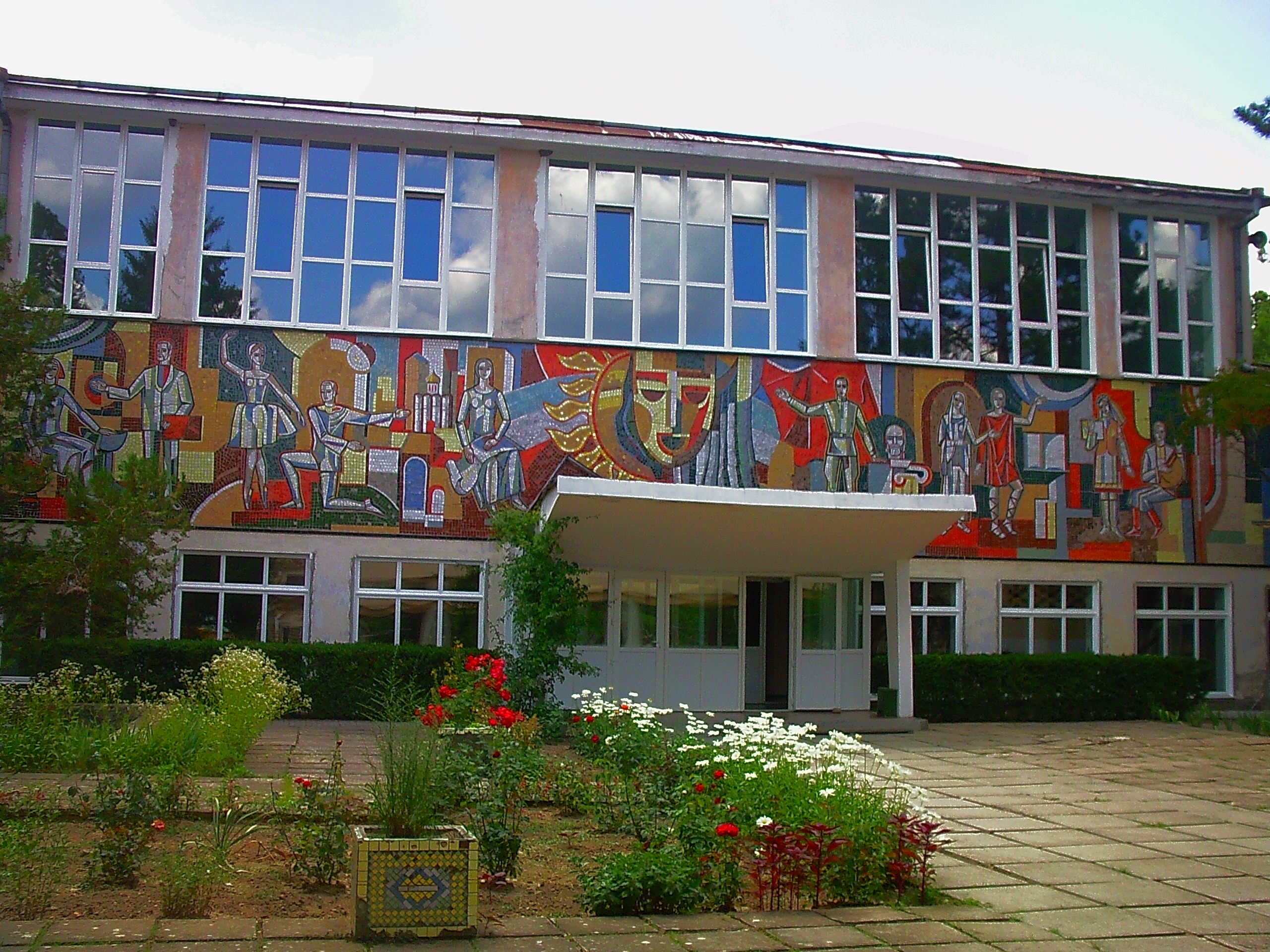
Дом культуры